# 還元剤
還元剤（かんげんざい、reducing agent、reductant、reducer）とは、自分が持っている電子を他の化学物質に押し付ける性質を持つ化学物質である。この際、還元剤自身は酸化されて、構成元素の酸化数は増加する。酸化剤の対義語。
例えば、以下の反応では還元剤はヘキサシアニド鉄(II)酸（ferrocyanide）イオンであり、これが電子供与体となってヘキサシアニド鉄(III)酸（ferricyanide）イオンに酸化され、塩素を還元して塩化物イオンを生成している。
2[FeII(CN)6]4- +  Cl2 → 2[FeIII(CN)6]3- + 2Cl-
有機化学においても先述の定義が当てはまるが、特に分子への水素の付加を還元と呼んでいる。例えば水素は、白金触媒によってベンゼンを還元してシクロヘキサンを生成する。
C6H6 + 3 H2 → C6H12
無機化学では、最も優れた還元剤は水素（H2）である。また、多くの金属の単体は、極めて強い還元力を持っている。

## 酸化還元反応の例
鉄の酸化；
4Fe + 3O2 → 2Fe2O3
この反応式では、鉄の酸化数は0から+3に増加し、酸素は0から-2に減少している。それぞれを半反応式で表すと、
- 酸化の半反応式: Fe0 → Fe3+ + 3e−
- 還元の半反応式: O2 + 4e−  → 2 O2−

鉄は酸化数が増加し、酸素に電子を供給しているため還元剤である。酸素は酸化数が減少し、鉄から電子を受容しているため酸化剤である。

## 主な還元剤
- 水素
- 鉄(II)イオン
- 水素化アルミニウムリチウム (LiAlH4)
- ナトリウムアマルガム
- 水素化ホウ素ナトリウム (NaBH4)
- スズ(II)イオン
- 亜硫酸塩
- ヒドラジン (ウォルフ・キッシュナー還元)
- 亜鉛アマルガム (Zn(Hg)) (クレメンゼン還元)
- 水素化ジイソブチルアルミニウム (DIBAH)
- シュウ酸 (C2H2O4)
- ギ酸 (HCOOH)
- 没食子酸（3,4,5-トリヒドロキシ安息香酸）